# Marija Jegorowna Gaidar

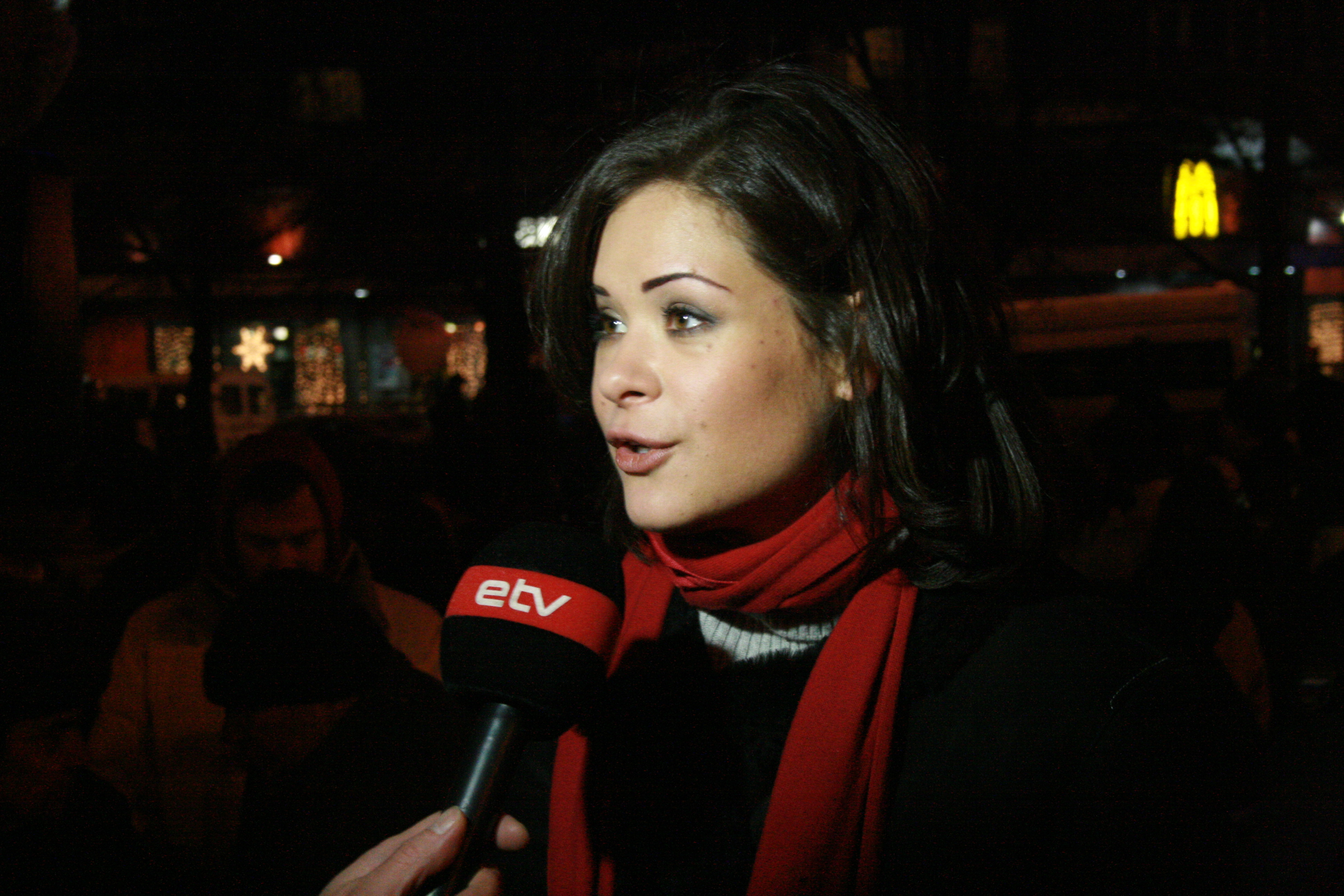
Marija Jegorowna Gaidar, 2008

Marija Jegorowna Gaidar (ukrainisch ВМарія Єгорівна Гайдар, russisch Мария Егоровна Гайдар; * 21. Oktober 1982 in Moskau, Sowjetunion) ist eine ukrainische und vormalig russische Politikerin.

## Biographie
Gaidar zog im Alter von 9 Jahren mit ihrer Mutter in die bolivianische Hauptstadt La Paz, wo sie die Grundschule besuchte. 1997 kehrte sie zurück und ließ sich im Jahr 2000 an der Akademie für Volkswirtschaft bei der Regierung der Russischen Föderation einschreiben. Dort studierte sie Wirtschaftswissenschaften.
2005 gründete Gaidar zusammen mit Alexei Nawalny die Bewegung „Da!“ („Ja!“). In den Jahren 2006–2007 war sie als Wirtschaftslehrerin in einer Sekundarschule tätig. 2007 moderierte sie das gesellschaftspolitische Programm "Schwarz und Weiß" in der Sendung o2tv und war 2008 Moderatorin beim Radiosender Echo Moskwy.
Von 2009 bis 2011 war sie stellvertretende Gouverneurin der Oblast Kirow. Sie galt in Russland als liberale Oppositionelle. Im Juli 2015 wurde sie von Micheil Saakaschwili zur Vizegouverneurin der Oblast Odessa in der Ukraine ernannt und erhielt die ukrainische Staatsbürgerschaft. Am 28. März 2017 wurde sie freie Beraterin des Präsidenten Petro Poroschenko, dieser Auftrag wurde im Mai 2019 am letzten Tag seiner Amtszeit beendet. Im Jahr 2018 war sie Abgeordnete in Odessa und hoffte, Reformen anstoßen zu können für eine «freie und demokratische Gesellschaft», was ihr im Gegensatz zu Russland in der Ukraine möglich schien. Sie verstehe nicht, dass vielen Menschen in Russland scheinbar wichtiger sei, im Ausland gefürchtet zu werden.
Marija Gaidar ist in zweiter Ehe verheiratet und hat eine Tochter. Sie ist die Tochter des ehemaligen russischen Ministerpräsidenten Jegor Gaidar und die Urenkelin des sowjetischen Jugendschriftstellers Arkadi Gaidar. Neben ihrer russischen Muttersprache beherrscht sie Englisch, Spanisch und Deutsch.